# 65e cérémonie des Primetime Emmy Awards
La 65e cérémonie des Primetime Emmy Awards (ou « Emmys »), organisée par l'Academy of Television Arts and Sciences, a eu lieu le 22 septembre 2013 au Nokia Theatre de Los Angeles et a récompensé les meilleurs programmes télévisés diffusés en primetime au cours de la saison 2012-2013 (du 1er juin 2012 au 31 mai 2013) sur les réseaux publics et câblés américains. Elle a été diffusée sur CBS et présentée par Neil Patrick Harris.
Les nominations ont été annoncées le 18 juillet 2013. La cérémonie récompensant les techniciens de la télévision, les Creative Arts Primetime Emmy Awards, a eu lieu le 15 septembre 2013.

## Présentateurs et intervenants

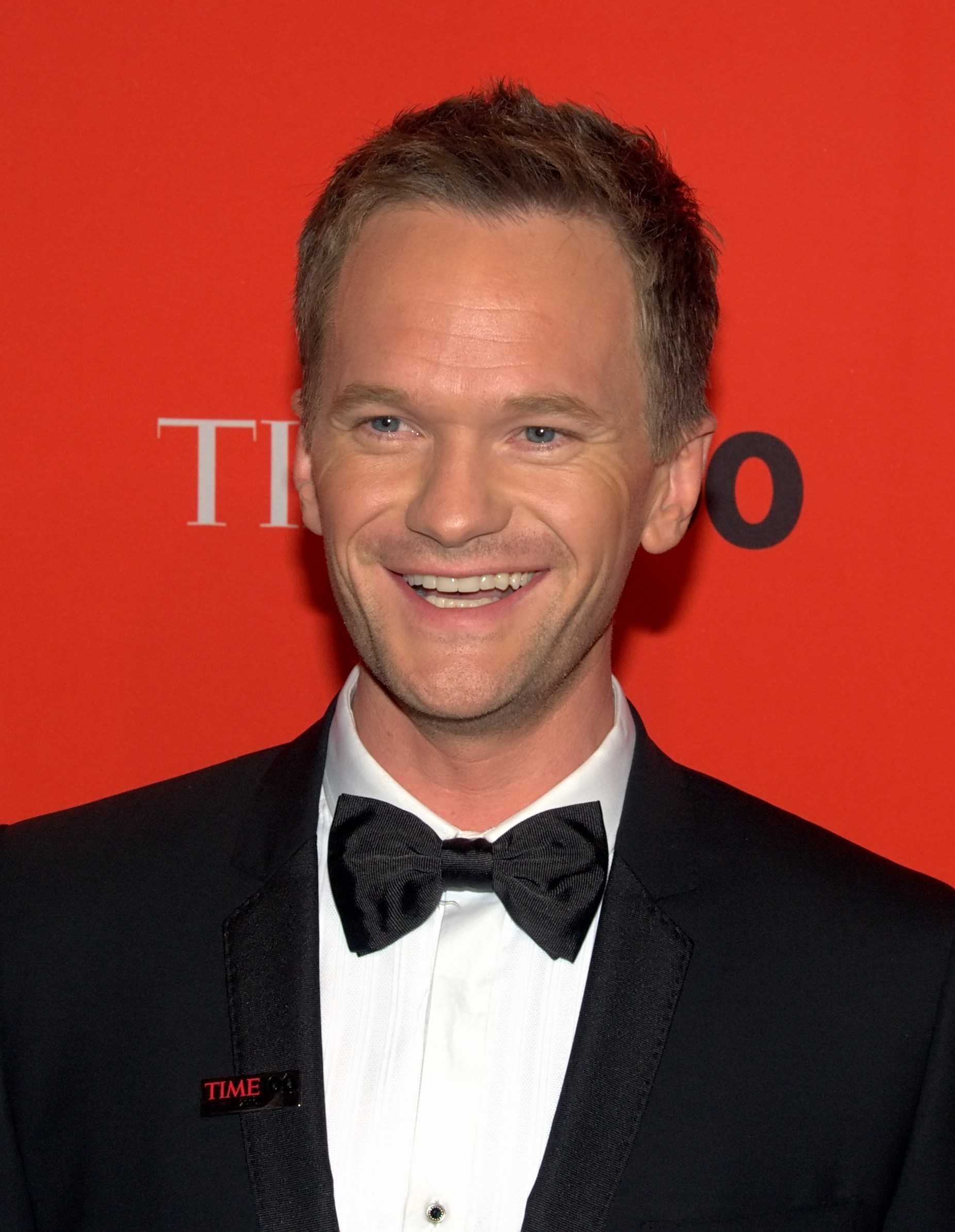
Neil Patrick Harris.

- Neil Patrick Harris, hôte de la cérémonie

Présentateurs
- Malin Åkerman[2]
- Stephen Amell[2]
- Will Arnett
- Alec Baldwin
- Andre Braugher
- Connie Britton[2]
- Dan Bucatinsky[2]
- Diahann Carroll[3]
- Don Cheadle
- Emilia Clarke[2]
- Bryan Cranston
- Matt Damon[4]
- Claire Danes
- Emily Deschanel[3]
- Zooey Deschanel[3]
- Michael Douglas[4]
- Edie Falco
- Jimmy Fallon[2]
- Anna Faris[3]
- Tina Fey[3]
- Michael J. Fox
- Tim Gunn[2]
- Jon Hamm[2]
- Alyson Hannigan[2]
- Mark Harmon[2]
- Allison Janney[3]
- Mindy Kaling[2]
- Jimmy Kimmel
- Heidi Klum[2]
- Melissa Leo[2]
- LL Cool J[2]
- Jane Lynch
- Julianna Margulies[2]
- Margo Martindale
- Dylan McDermott[2]
- Bob Newhart[2]
- Dean Norris[2]
- Jim Parsons[2]
- Amy Poehler[3]
- Carrie Preston[2]
- Rob Reiner
- Cobie Smulders[2]
- Blair Underwood[2]
- Sofía Vergara
- Kerry Washington[3]
- Robin Williams

Autres interventions
- Elton John
- Carrie Underwood

## Palmarès
Note : Les lauréats sont indiqués ci-dessous en premier de chaque catégorie et en gras. Le symbole « ♕ » rappelle le gagnant de l'année précédente (dans le cas d'une nouvelle nomination).

### Séries dramatiques

#### Meilleure série dramatique
- Breaking Bad (AMC)
  - Downton Abbey (PBS)
  - Homeland (Showtime)
  - House of Cards (Netflix)
  - Mad Men (AMC)
  - Game of Thrones (HBO)

#### Meilleur acteur
- Jeff Daniels pour le rôle de Will McAvoy dans The Newsroom
  - Hugh Bonneville pour le rôle de Robert Crawley, comte de Grantham dans Downton Abbey
  - Bryan Cranston pour le rôle de Walter White dans Breaking Bad
  - Jon Hamm pour le rôle de Don Draper dans Mad Men
  - Damian Lewis pour le rôle de Nicholas Brody dans Homeland ♕
  - Kevin Spacey pour le rôle de Francis Underwood dans House of Cards

#### Meilleure actrice
- Claire Danes pour le rôle de Carrie Mathison dans Homeland ♕
  - Connie Britton pour le rôle de Rayna Jaymes dans Nashville
  - Michelle Dockery pour le rôle de Lady Mary Crawley dans Downton Abbey
  - Vera Farmiga pour le rôle de Norma Louise Bates dans Bates Motel
  - Elisabeth Moss pour le rôle de Peggy Olson dans Mad Men
  - Kerry Washington pour le rôle d'Olivia Carolyn Pope dans Scandal
  - Robin Wright pour le rôle de Claire Underwood dans House of Cards

#### Meilleur acteur dans un second rôle
- Bobby Cannavale pour le rôle de Gyp Rosetti dans Boardwalk Empire
  - Jonathan Banks pour le rôle de Mike Ehrmantraut dans Breaking Bad
  - Jim Carter pour le rôle de M. Carson dans Downton Abbey
  - Peter Dinklage pour le rôle de Tyrion Lannister dans Game of Thrones
  - Mandy Patinkin pour le rôle de Saul Berenson dans Homeland
  - Aaron Paul pour le rôle de Jesse Pinkman dans Breaking Bad ♕

#### Meilleure actrice dans un second rôle
- Anna Gunn pour le rôle de Skyler White dans Breaking Bad
  - Morena Baccarin pour le rôle de Jessica Brody dans Homeland
  - Christine Baranski pour le rôle de Diane Lockhart dans The Good Wife
  - Emilia Clarke pour le rôle de Daenerys Targaryen dans Game of Thrones
  - Christina Hendricks pour le rôle de Joan Harris dans Mad Men
  - Maggie Smith pour le rôle de Violet, comtesse douairière de Grantham dans Downton Abbey ♕

#### Meilleur acteur invité
- Dan Bucatinsky pour le rôle de James Novack dans Scandal
  - Michael J. Fox pour le rôle de Louis Canning dans The Good Wife
  - Rupert Friend pour le rôle de Peter Quinn dans Homeland
  - Harry Hamlin pour le rôle de Jim Cutler dans Mad Men
  - Nathan Lane pour le rôle de Clarke Hayden dans The Good Wife
  - Robert Morse pour le rôle de Bertram Cooper dans Mad Men

#### Meilleure actrice invitée
- Carrie Preston pour le rôle d'Elsbeth Tascioni dans The Good Wife
  - Linda Cardellini pour le rôle de Sylvia Rosen dans Mad Men
  - Joan Cusack pour le rôle de Sheila Jackson dans Shameless
  - Jane Fonda pour le rôle de Leona Lansing dans The Newsroom
  - Margo Martindale pour le rôle de Claudia dans The Americans
  - Diana Rigg pour le rôle d'Olenna Tyrell dans Game of Thrones

#### Meilleure réalisation
- House of Cards – David Fincher pour l'épisode Chapter 1
  - Boardwalk Empire – Timothy Van Patten pour l'épisode Margate Sands
  - Breaking Bad – Michelle MacLaren pour l'épisode Un nouveau jour se lève
  - Downton Abbey – Jeremy Webb pour l'épisode Episode 4
  - Homeland – Lesli Linka Glatter pour l'épisode Q&A

#### Meilleur scénario
- Homeland – Henry Bromell pour l'épisode Q&A
  - Breaking Bad – George Mastras pour l'épisode Dead Freight
  - Breaking Bad – Thomas Schnauz pour l'épisode Say My Name
  - Downton Abbey – Julian Fellowes pour l'épisode Episode 4
  - Game of Thrones – David Benioff et D. B. Weiss pour l'épisode Les Pluies de Castamere

### Séries comiques

#### Meilleure série comique
- Modern Family (ABC) ♕
  - 30 Rock (NBC)
  - The Big Bang Theory (CBS)
  - Girls (HBO)
  - Louie (FX)
  - Veep (HBO)

#### Meilleur acteur
- Jim Parsons pour le rôle de Sheldon Cooper dans The Big Bang Theory
  - Alec Baldwin pour le rôle de Jack Donaghy dans 30 Rock
  - Jason Bateman pour le rôle de Michael Bluth dans Arrested Development
  - Louis C.K. pour le rôle de Louie dans Louie
  - Don Cheadle pour le rôle de Marty Kaan dans House of Lies
  - Matt LeBlanc pour son propre rôle dans Episodes

#### Meilleure actrice
- Julia Louis-Dreyfus pour le rôle de Selina Meyer dans Veep ♕
  - Laura Dern pour le rôle d'Amy Jellicoe dans Enlightened
  - Lena Dunham pour le rôle de Hannah Horvath dans Girls
  - Edie Falco pour le rôle de Jackie Peyton dans Nurse Jackie
  - Tina Fey pour le rôle de Liz Lemon dans 30 Rock
  - Amy Poehler pour le rôle de Leslie Knope dans Parks and Recreation

#### Meilleur acteur dans un second rôle
- Tony Hale pour le rôle de Gary Walsh dans Veep
  - Ty Burrell pour le rôle de Phil Dumphy dans Modern Family
  - Adam Driver pour le rôle d'Adam Sackler dans Girls
  - Jesse Tyler Ferguson pour le rôle de Mitchell Pritchett dans Modern Family
  - Bill Hader pour plusieurs personnages dans Saturday Night Live
  - Ed O'Neill pour le rôle de Jay Pritchett dans Modern Family

#### Meilleure actrice dans un second rôle
- Merritt Wever pour le rôle de Zoey Barkow dans Nurse Jackie
  - Julie Bowen pour le rôle de Claire Dumphy dans Modern Family ♕
  - Mayim Bialik pour le rôle d'Amy Farrah Fowler dans The Big Bang Theory
  - Anna Chlumsky pour le rôle d'Amy Brookheimer dans Veep
  - Jane Krakowski pour le rôle de Jenna Maroney dans 30 Rock
  - Jane Lynch pour le rôle de Sue Sylvester dans Glee
  - Sofía Vergara  pour le rôle de Gloria Delgado-Pritchett dans Modern Family

#### Meilleur acteur invité
- Bob Newhart pour les rôles d'Arthur Jeffries et du professeur Proton dans The Big Bang Theory
  - Louis C.K. pour plusieurs personnages dans Saturday Night Live
  - Bobby Cannavale pour le rôle de Dr Mike Cruz dans Nurse Jackie
  - Will Forte pour le rôle de Paul dans 30 Rock
  - Nathan Lane pour le rôle de Pepper Saltzman dans Modern Family
  - Justin Timberlake pour plusieurs personnages dans Saturday Night Live

#### Meilleure actrice invitée
- Melissa Leo pour le rôle de Laurie dans Louie
  - Dot Jones pour le rôle de Shannon Beiste dans Glee
  - Melissa McCarthy pour plusieurs personnages dans Saturday Night Live
  - Molly Shannon pour le rôle d'Eileen Foliente dans Enlightened
  - Elaine Stritch pour le rôle de Colleen Donaghy dans 30 Rock
  - Kristen Wiig pour plusieurs personnages dans Saturday Night Live

#### Meilleure réalisation
- Modern Family – Gail Mancuso pour l'épisode Arrested
  - 30 Rock – Beth McCarthy-Miller pour l'épisode Hogcock! / Last Lunch
  - Girls – Lena Dunham pour l'épisode On All Fours
  - Glee – Paris Barclay pour l'épisode Diva
  - Louie – Louis C.K. pour l'épisode New Year's Eve

#### Meilleur scénario
- 30 Rock – Tina Fey et Tracey Wigfield pour l'épisode Last Lunch
  - 30 Rock – Jack Burditt et Robert Carlock pour l'épisode Hogcock!
  - Episodes – David Crane et Jeffrey Klarik pour l'épisode Episode 209
  - Louie – Louis C.K. et Pamela Adlon pour l'épisode Daddy's Girlfriend (Part 1)
  - The Office – Greg Daniels pour l'épisode Finale

### Mini-séries et téléfilms

#### Meilleure mini-série ou meilleur téléfilm
- Ma vie avec Liberace (Behind the Candelabra) (HBO)
  - American Horror Story: Asylum (FX)
  - La Bible (The Bible) (History)
  - Political Animals (USA Network)
  - Phil Spector (HBO)
  - Top of the Lake (Sundance Channel)

#### Meilleur acteur
- Michael Douglas pour le rôle de Liberace dans Ma vie avec Liberace (Behind the Candelabra)
  - Benedict Cumberbatch pour le rôle de Christopher Tietjens dans Parade's End
  - Matt Damon pour le rôle de Scott Thorson dans Ma vie avec Liberace (Behind the Candelabra)
  - Toby Jones pour le rôle d'Alfred Hitchcock dans The Girl
  - Al Pacino pour le rôle de Phil Spector dans Phil Spector

#### Meilleure actrice
- Laura Linney pour le rôle de Cathy Jamison dans The Big C: Hereafter
  - Jessica Lange pour le rôle de sœur Jude Martin dans American Horror Story: Asylum
  - Helen Mirren pour le rôle de Linda Kenney-Baden dans Phil Spector
  - Elisabeth Moss pour le rôle de Robin dans Top of the Lake
  - Sigourney Weaver pour le rôle d'Elaine Barrish Hammond dans Political Animals

#### Meilleur acteur dans un second rôle
- James Cromwell pour le rôle du Dr Arhur Arden dans American Horror Story: Asylum
  - Scott Bakula dans Bob Black pour Ma vie avec Liberace (Behind the Candelabra)
  - John Benjamin Hickey pour le rôle de Sean dans The Big C
  - Zachary Quinto pour le rôle du Dr Oliver Thredson dans American Horror Story: Asylum
  - Peter Mullan pour le rôle de Matt Mitcham dans Top of the Lake

#### Meilleure actrice dans un second rôle
- Ellen Burstyn pour le rôle de Margaret Barrish Worthington dans Political Animals
  - Sarah Paulson pour le rôle de Lana Winters dans American Horror Story: Asylum
  - Imelda Staunton pour le rôle d'Alma Reville dans The Girl
  - Charlotte Rampling pour le rôle d'Eva Delectorskaya dans La Vie aux aguets
  - Alfre Woodard pour le rôle d'Ouiser dans Steel Magnolias

#### Meilleure réalisation
- Ma vie avec Liberace (Behind the Candelabra) – Steven Soderbergh
  - The Girl – Julian Jarrold
  - Phil Spector – David Mamet
  - Ring of Fire – Allison Anders
  - Top of the Lake – Jane Campion et Garth Davis

#### Meilleur scénario
- The Hour – Abi Morgan
  - Ma vie avec Liberace (Behind the Candelabra) – Richard LaGravenese
  - Parade's End – Tom Stoppard
  - Phil Spector – David Mamet
  - Top of the Lake – Jane Campion et Gerard Lee

### Séries de variétés

#### Meilleure série de variété
- The Colbert Report (Comedy Central)
  - The Daily Show with Jon Stewart (Comedy Central) ♕
  - Jimmy Kimmel Live! (ABC)
  - Late Night with Jimmy Fallon (NBC)
  - Real Time with Bill Maher (HBO)
  - Saturday Night Live (NBC)

#### Meilleure réalisation pour une série de variété
- Saturday Night Live – Don Roy King
  - The Colbert Report – James Hoskinson
  - The Daily Show with Jon Stewart – Chuck O'Neil
  - Jimmy Kimmel Live! – Andy Fisher
  - Late Show with David Letterman – Jerry Foley
  - Portlandia – Jonathan Krisel

#### Meilleur scénario pour une série de variété
- The Colbert Report – Opus Moreschi, Stephen Colbert, Tom Purcell, Rich Dahm, Barry Julien, Michael Brumm, Rob Dubbin, Jay Katsir, Frank Lesser, Glenn Eichler, Meredith Scardino, Max Werner, Eric Drysdale, Dan Guterman, Paul Dinello, Nate Charny, Bobby Mort
  - The Daily Show with Jon Stewart – Tim Carvell, Rory Albanese, Kevin Bleyer, Steve Bodow, Travon Free, Hallie Haglund, JR Havlan, Elliott Kalan, Dan McCoy, Jo Miller, John Oliver, Zhubin Parang, Daniel Radosh, Jason Ross, Lauren Sarver, Jon Stewart ♕
  - Jimmy Kimmel Live! – Gary Greenberg, Molly McNearny, Tony Barbieri, Jonathan Bines, Sal Iacono, James Kimmel, Rick Rosner, Danny Ricker, Eric Immerman, Jeff Loveness, Josh Holloway, Bess Kalb, Joelle Boucai, Bryan Paulk
  - Portlandia – Fred Armisen, Carrie Brownstein, Jonathan Krisel, Bill Oakley
  - Real Time with Bill Maher – Adam Felber, Matt Gunn, Brian Jacobsmeyer, Jay Jaroch, Chris Kelly, Bill Maher, Billy Martin, Danny Vermont, Scott Carter
  - Saturday Night Live – James Anderson, Alex Baze, Neil Casey, James Downey, Steve Higgins, Colin Jost, Zach Kanin, Chris Kelly, Joe Kelly, Erik Kenward, Rob Klein, Seth Meyers, Lorne Michaels, Mike O'Brien, Josh Patten, Marika Sawyer, Sarah Schneider, Pete Schultz, John Solomon, Kent Sublette, Bryan Tucker, Robert Smigel

### Télé-réalité

#### Meilleure émission de télé-réalité
- Antiques Roadshow (PBS)
- Deadliest Catch (Discovery Channel)
- Diners, Drive-Ins and Dives (Food Network)
- MythBusters (Discovery Channel)
- Shark Tank (ABC)
- Undercover Boss (CBS)

#### Meilleur jeu de télé-réalité
Induit une notion de compétition par rapport à une émission de télé-réalité classique.
- The Voice (NBC)
  - The Amazing Race (CBS)
  - Dancing with the Stars (ABC)
  - Projet haute couture (Lifetime)
  - Tu crois que tu sais danser (FOX)
  - Top Chef (Bravo)

#### Meilleur présentateur d'une émission de télé-réalité
- Tom Bergeron pour Dancing with the Stars
- Anthony Bourdain pour The Taste
- Cat Deeley pour Tu crois que tu sais danser
- Heidi Klum et Tim Gunn pour Projet haute couture
- Ryan Seacrest pour American Idol
- Betty White pour Betty White's Off Their Rockers

## Primetime Creative Arts Emmy Awards

### Programmes

#### Meilleur programme spécial
- The Kennedy Center Honors (CBS)
- Louis C.K.: Oh My God (HBO)
- Mel Brooks Strikes Back: With Mel Brooks and Alan Yentob (HBO)
- Saturday Night Live Weekend Update Thursday (Part One) (NBC)
- 12-12-12: The Concert for Sandy Relief (Various producers)

#### Meilleur programme d'animation
- South Park – Toujours plus bas (Comedy Central)
  - Bob's Burgers – O.T.: The Outside Toilet (FOX)
  - Kung Fu Panda : Les Secrets des cinq cyclones – Enter The Dragon (Nickelodeon)
  - Regular Show – The Christmas Special (Cartoon Network)
  - Les Simpson – Simpson Horror Show XXIII (FOX)

#### Meilleur programme pour enfants
- A YoungArts Masterclass (HBO)
- Bonne chance Charlie (Disney Channel)
- iCarly (Nickelodeon)
- Nick News with Linda Ellerbee (Nickelodeon)
- The Weight of the Nation for Kids (HBO)

### Acteurs

#### Meilleur doublage
- Lily Tomlin pour le rôle de la narratrice dans An Apology to Elephants
  - Bob Bergen pour le rôle de Porky Pig dans Looney Tunes Show
  - Alex Borstein pour les rôles de Lois Griffin et Tricia Takanawa dans Les Griffin
  - Sam Elliott pour le rôle du narrateur dans Robot Chicken
  - Seth Green pour les rôles d'Abin Sur, Aquaman, Batman, Green Arrow, Martian Manhunter, Nerd et Robin dans Robot Chicken
  - Seth MacFarlane pour les rôles de Brian Griffin, Peter Griffin et Stewie Griffin dans Les Griffin

## Récompenses et nominations multiples
(sans compter les Primetime Creative Arts Emmy Awards)

### Nominations multiples
Programmes
9 : 30 Rock
8 : Breaking Bad, Modern Family, Saturday Night Live
7 : Downton Abbey, Homeland, Mad Men
6 : Ma vie avec Liberace
5 : American Horror Story: Asylum, Game of Thrones, House of Cards, Louie, Phil Spector, Top of the Lake
4 : Girls, The Big Bang Theory, The Good Wife, Veep
Diffuseurs
37 : HBO
22 : NBC
17 : Showtime
16 : ABC
15 : AMC
11 : FX
10 : CBS
7 : PBS
4 : Netflix
Personnalités
4 : Louis C.K.
2 : Lena Dunham, Jane Campion, Tina Fey, Nathan Lane, Elisabeth Moss

### Récompenses multiples
Programmes
3 : Ma vie avec Liberace
2 : Breaking Bad, The Colbert Report, Homeland, Modern Family, Veep